# Victor Vilain
Pour les articles homonymes, voir Vilain.
Nicolas Victor Vilain né le 3 août 1818 à Paris et mort à Neuilly-sur-Seine le 6 mars 1899 est un sculpteur français.

## Biographie
Victor Nicolas Vilain naît le 3 août 1818 à Paris, fils d'Antoine Vilain (maréchal-ferrant) et d'Elisabeth Marie Lucie Laurent.
Il entre en 1834 à l'École des beaux-arts de Paris, où il est élève de James Pradier et de Paul Delaroche.
En 1837, il obtient le second grand prix de Rome pour Marius debout sur les ruines de Carthage, avant de se voir décerner le premier prix, l’année suivante, pour David jouant de la harpe pour apaiser les fureurs de Saül.
Ses expositions régulières au Salon des artistes français sont remarquées et lui valent de nombreuses commandes publiques de la Ville de Paris ou de particuliers.
Il est nommé chevalier de la Légion d'honneur en novembre 1849.
Le 17 juin 1858, il épouse Zoé Durand (1822-1887).
Victor Vilain meurt à Neuilly-sur-Seine le 6 mars 1899.

## Œuvres dans les collections publiques

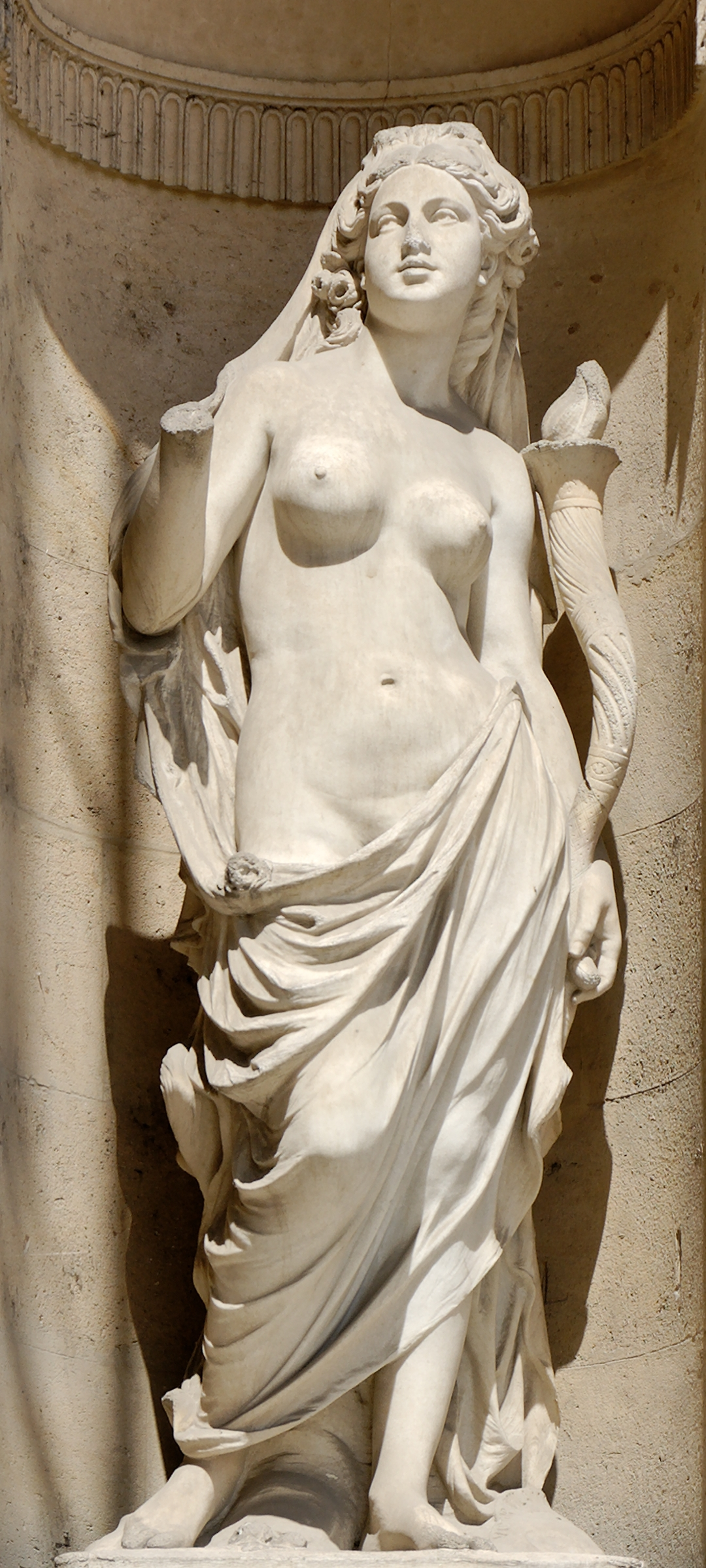
Aurore (1883), Paris, palais du Louvre, façade nord de la Cour carrée.

- Chantilly, musée Condé : Henri d’Orléans, Salon de 1874, buste en plâtre[3].
- Coutances, cathédrale Notre-Dame : Drogon[4].
- Paris :
  - bibliothèque Mazarine[5] : Silvestre de Sacy, Salon de 1887, buste[6].
  - cimetière du Père-Lachaise : Guillaume Étienne, 1845, portrait en médaillon ornant la sépulture de l'écrivain[7].
  - École nationale supérieure des beaux-arts : David jouant de la harpe pour apaiser les fureurs de Saül, bas-relief en plâtre, premier prix de Rome en 1838.
  - église saint-Germain-l’Auxerrois : Saint Germain l'Auxerrois bénissant.
  - église Saint-Laurent : Saint-Jean Baptiste, 1845, statue.
  - église saint-Thomas d’Aquin : Jésus Christ louant saint Thomas et Saint Thomas d'Aquin en extase.
  - hôtel de ville : Renommées, 1881, bas-relief en tympan de lucarne de la partie centrale des combles.
  - jardin du Luxembourg : Marius debout sur les ruines de Carthage, 1857, marbre, présenté au Salon de 1861 et à l'Exposition universelle de 1867[8],[9].
  - musée d’Orsay : La Modestie, 1872, plâtre, destiné au foyer de l’Opéra Garnier[10].
  - palais du Louvre :
    - La Terre et l’Eau, 1857, couronnement de la lucarne du pavillon Colbert[11] ;
    - Deux Cariatides du pavillon Colbert[11] ;
    - Aurore, Salon de 1879, niche du rez-de-chaussée de la façade nord de la Cour carrée[12] ;
    - L’un des huit frontons qui décorent l’aile de Flore, 1866, bas-relief[13] ;
    - André Grétry, 1857, statue en pierre, parmi les hommes illustres de l’aile Henri II[14] ;
    - Kléber, 1855, statue en pierre, parmi les généraux du pavillon de Rohan, côté rue de Rivoli[15].

  - pont des Invalides : La Victoire terrestre, 1854, l’une des deux figures allégoriques du pont, pendant de celle de La Victoire maritime de Georges Diebolt[16].
- Rouen, église de Saint-Ouen : La Trinité.

- Localisation inconnue : Buste de Félix d’Arcet[17], Salon de 1838, buste en marbre.